# William M. Conselman
William M. Conselman est un scénariste, producteur et réalisateur américain né le 10 juillet 1896 à Brooklyn, New York (États-Unis), mort le 25 mai 1940 à Eagle Rock (États-Unis).

## Comics
William M. Conselman a été le scénariste du comics Ella Cinders, dessiné par Charles Plumb et publié à partir de 1925.

## Filmographie

### Comme scénariste
- 1921 : Why Trust Your Husband?
- 1924 : Why Get Married?
- 1925 : Bright Lights
- 1926 : La Bohème de King Vidor
- 1926 : Into Her Kingdom
- 1926 : Whispering Wires
- 1926 : The Canyon of Light
- 1927 : Paid to Love
- 1927 : Pajamas
- 1928 : Four A.M.
- 1928 : L'Homme le plus laid du monde (The Way of the Strong)
- 1930 : Love Among the Millionaires
- 1930 : Whoopee!
- 1931 : Three Rogues
- 1931 : Le Fils de l'oncle Sam chez nos aïeux (A Connecticut Yankee) de David Butler
- 1931 : Amour et six cylindres (en) (Six Cylinder Love) de Thornton Freeland
- 1931 : Young Sinners
- 1931 : Heartbreak
- 1932 : Stepping Sisters
- 1932 : Les Affaires et le Plaisir (Business and Pleasure) de David Butler
- 1932 : Jeune Amérique (Young America)
- 1932 : Week Ends Only
- 1933 : Arizona to Broadway de James Tinling
- 1933 : The Mad Game
- 1933 : Jimmy and Sally de James Tinling
- 1934 : Frontier Marshal
- 1934 : Orient-Express de Paul Martin
- 1934 : I Believed in You
- 1934 : Le Monde en marche (The World Moves On)
- 1934 : She Learned About Sailors
- 1934 : Handy Andy
- 1934 : Love Time de James Tinling
- 1934 : 365 Nights in Hollywood
- 1934 : Bright Eyes
- 1935 : Le Petit Colonel (The Little Colonel)
- 1935 : Life Begins at Forty (en)
- 1935 : Doubting Thomas
- 1936 : Une certaine jeune fille (Private Number)
- 1936 : Parade du football (Pigskin Parade) de David Butler
- 1936 : Ching-Ching (Stowaway) de William A. Seiter
- 1937 : Sur l'avenue (On the Avenue)
- 1937 : That I May Live
- 1937 : The Great Hospital Mystery
- 1937 : Week-end mouvementé (Fifty Roads to Town)
- 1938 : Mon oncle d'Hollywood (Keep Smiling)
- 1939 : Un pensionnaire sur les bras (East Side of Heaven) de David Butler
- 1939 : Micro folies (That's Right - You're Wrong)
- 1940 : So This Is London
- 1940 : Petite et charmante (If I Had My Way)
- 1940 : Yesterday's Heroes (it)

### Comme producteur
- 1928 : Four A.M.